# Réserve naturelle régionale de l'étang du pont de fer
La réserve naturelle régionale de l'étang du pont de fer  (RNR194) est une réserve naturelle régionale située entre les régions Bretagne et Pays de la Loire. Classée en 2008, elle occupe une surface de 62 hectares et protège un étang et ses milieux riverains.

## Localisation

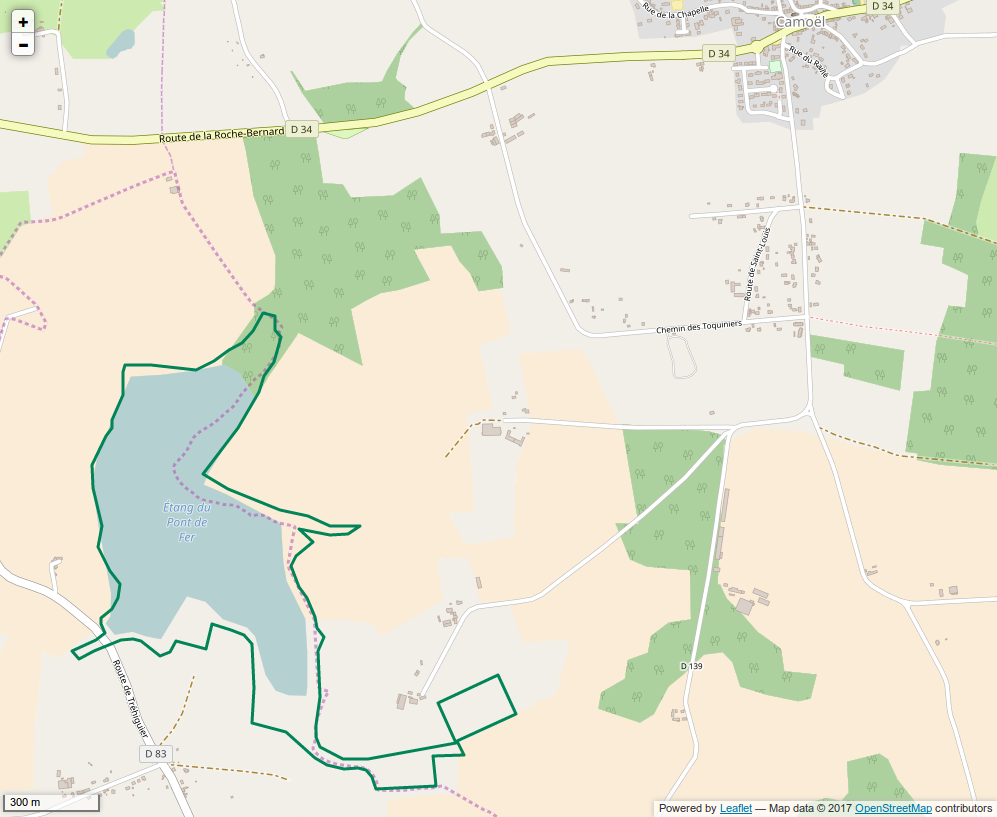
Périmètre de la réserve naturelle.

Le territoire de la réserve naturelle est situé sur les communes de Camoël dans le département du Morbihan et d'Assérac en Loire-Atlantique. La limite entre les deux départements traverse l'étang. Le plan d'eau d'une longueur d'environ 1 500 m pour une largeur de 350 m en moyenne couvre environ 30 ha à une altitude d'environ 8 m. L'exutoire de l'étang est l'étier du Foy, affluent de l'étier de Pont-Mahé, qui est traversé par un pont du CD 83 ayant donné son nom à l'étang. Ce pont constitue d'ailleurs le seul accès aisé au plan d'eau.

## Histoire du site et de la réserve
L'étang du Pont de Fer a été construit par endiguement d'une vallée pour la pisciculture extensive en 1760. 
En 1920 a lieu une réfection de la digue. Dans les années 1960, l'étang reste en assec plusieurs années.
La réserve a été classée le 27 juin 2008 et inaugurée le 5 juillet 2010.

## Écologie (biodiversité, intérêt écopaysager…)
L'intérêt du site se porte principalement sur les ceintures végétales qui entourent l'étang ainsi que par la présence de la loutre et de l'avifaune qui le fréquente. L'étang est en connexion écologique avec d'autres espaces naturels proches comme l'estuaire de la Vilaine, les marais de Pénestin, les dunes de Pont-Mahé, le marais du Mès, les marais-salants de Guérande et le parc naturel régional de Brière.

### Flore
L'étang comporte des îlots flottants de végétation, constitués de touradons de carex (Carex paniculata), sur lesquels se développent des aulnes glutineux (Alnus glutinosa) et des saules roux (Salix atrocinerea). Il est ceinturé sur toute sa périphérie par une bande boisée de 25 à 100 mètres de large, qui l'isole des parcelles cultivées. Ces boisements sont constitués de saulaie et aulnaie. 
Parmi les espèces floristiques remarquables, on peut noter la présence du Fluteau nageant, de la Grande douve, de l'Osmonde royale, de l'Épilobe des marais, du Trèfle d'eau, de la Hottonie des marais, de la Pesse d'eau, du Peucédan officinal. Dix espèces font partie de la liste rouge régionale.

### Faune
La Loutre d'Europe est présente sur le site. L'étang accueille le Brochet (espèce protégée au niveau national) et l'Anguille, espèce migratrice caractérisée ici par la présence de civelles.
L'avifaune compte 88 espèces d’oiseaux contactées dont 25 espèces remarquables parmi lesquelles le Martin-pêcheur d'Europe, l'Engoulevent d'Europe, le Busard des roseaux et le Pic noir.
L’étang du Pont de Fer ne présente pas un intérêt batrachologique fort. Parmi les huit espèces présentes sur le site, seul le Triton marbré qui fréquente les mares périphériques est considéré comme une espèce déterminante en Pays de Loire. En revanche, le site tire sa richesse du système de mares périphériques qui abrite l’essentiel de la diversité pour groupe faunistique.
Les inventaires pour les invertébrés sont encore à compléter.

## Intérêt touristique et pédagogique
L'absence d'aménagements spécifiques limite la possibilité d'accès pour le public. Le plan d'eau est visible depuis le pont de Fer sur le CD 83.

## Administration, plan de gestion, règlement
La réserve naturelle est gérée par le Conseil général de la Loire-Atlantique.

### Outils et statut juridique
La réserve naturelle a été créée par une délibération du Conseil régional du 6 octobre 2008.
Le Conservatoire du littoral a acquis en début d'année 2005 l'étang. Cette acquisition d'une superficie de 62 ha assure la protection définitive de cette partie des espaces naturels et des paysages.
Le site fait partie d'autres zonages :
- Site d'intérêt communautaire no FR5200626
- ZNIEFF de type I no 10110002